# Franz Paul von Herbert (Mäzen)
Freiherr Franz Paul von Herbert (* 25. Mai 1759 in Klagenfurt; † 13. März 1811 in Triest) war ein österreichischer Kunstmäzen und Vertreter der Aufklärung in der Habsburgermonarchie.

## Herkunft
Seine Eltern waren Johann Michael von Herbert (1726–1806) und dessen Ehefrau Anna von Fuchs († 1779). Sein Vater war der Gründers der Klagenfurter Bleiweißfabrik.

## Leben
Nach Studien in Klagenfurt und Wien trat er den Freimaurern bei und wurde mit der Philosophie Kants bekannt.
Am 24. April 1781 übergab sein Vater die Bleiweißfabrik an Franz Paul. An der Verbesserung der Qualität des Miniums wurde laufend gearbeitet. Dies brachte der Fabrikant auch den staatlichen Stellen zur Kenntnis, wobei er erläuterte, worin die Qualitätsunterschiede zu ausländischen Produkten bestanden. Wießner in seiner Geschichte des Kärntner Bergbaus:
„1800 berichtete er an die Hofkammer, es sei ihm nach 14 Jahren kostspieliger Versuche gelungen, ein inländisches Fabrikat herzustellen, das dem ausländischen nahezu gleich sei. Die neu erfundene Kalziniermaschine setzte ihn instand, soviel Mennige zu erzeugen, als der Verschleiß betrage, zumal die böhmische Fabrik bereits zu arbeiten aufgehört habe. Holländer und Engländer lieferten den inländischen Kaufleuten verfälschte Mennige. Englische Mennige enthalte bloß 70 Pfund gute Mennige und 30 Pfund Rötelstein, die holländische gar nur 10 Pfund echtes Bleiweiß und 90 Pfund schweren weißen Spatstein, daher rühre der billige Preis. Ohne Zollschutz müsse er die Erzeugung einstellen. Die Herbertschen Fabriken könnten jährlich 1000 Zentner erzeugen.“
Die Koalitionskriege und die dreimalige Besetzung Klagenfurts beeinträchtigten die Aktivitäten des Bleiweißfabrikanten. Wießner:
„1802 bat Herbert um den Nachlass seiner ärarischen Bleischulden im Betrage von 2387 fl, wurde aber abgewiesen, ebenso mit einer neuerlichen Eingabe auf Erhöhung des Einfuhrzolles auf Mennige pro Zentner von 5 fl. Die Ärarialschuld wurde ihm aber mit Rücksicht darauf, dass er zur Zeit der französischen Invasion (1797) die Flammöfen in Klagenfurt abgetragen habe, erlassen.“
Franz Paul von Herbert war ein Schöngeist und typischer Repräsentant des Kärntner Mäzenatentums. 1789 reiste er nach Weimar zu Christoph Martin Wieland, der ihn an seinen Schwiegersohn Carl Leonhard Reinhold verwies, der in Jena Philosophie lehrte und das Werk Kants im Teutschen Merkur durch die Briefe über die Kantische Philosophie propagierte. Beim zweiten Besuch in Jena lernte der Aufklärer bei Reinhold Friedrich Schiller, Novalis, Johann Benjamin Erhard, Friedrich Karl Forberg und Friedrich Immanuel Niethammer kennen – allesamt Anhänger der kantischen Philosophie. Seinem Jahrgangskollegen Friedrich Schiller ließ Herbert während dessen Siechtums finanzielle Unterstützung zukommen und machte in Kärnten Werbung für die „Horen“, die 1794/95 erschienen. Die mehrfache Erwähnung Kärntens in „Wallenstein“ könnte eine Art von Dankabstattung gewesen sein. Erhard besuchte Herbert zweimal in Klagenfurt, Forberg und Niethammer einmal, ebenso Reinholds Freund, der dänische Illuminat Jens Immanuel Baggesen. Mit Erhard, Baggesen und Carl Ludwig Fernow unternahm Herbert 1794 eine Reise durch Oberitalien, die insbesondere nach Venedig und Bologna führte. Johann Heinrich Pestalozzi lernte Herbert 1797 in der Schweiz näher kennen und blieb ihm verbunden. Friedrich von Hardenberg (Novalis), der ihn in Reinholds Seminar kennengelernt hatte, plante 1800 kurz vor seinem Tod, nach Klagenfurt zu Herbert zu gehen. Noch am 16. Oktober 1800 schrieb er: „Wenn ich nicht heyrathe, will ich nach Reichenhall und Klagenfurt“.
Herberts Bestreben zielte auf die Erneuerung von Religion und Sittlichkeit jenseits des Dogmatismus. Er unterstützte als Industrieller die Jenaer Freunde finanziell. Dass Herbert 1790 in Jena Vorlesungen über Kant’sche Philosophie hörte, und dass er Freimaurer war, erregte das Misstrauen des Polizeistaates. Man ließ ihn bis zu seinem Tod bespitzeln. Im Gefolge der österreichischen Jakobinerverschwörung wurde Herberts Haus in Klagenfurt von der Staatspolizei durchsucht; dabei wurde auch ein Brief Schillers beschlagnahmt. Die Aktivitäten des Klagenfurter Herbert-Kreises wurden von der Polizei beobachtet, so auch die erwähnte Italienreise 1794. 1797 begrüßte Herbert den Einmarsch der Franzosen unter Napoleon in Klagenfurt und emigrierte in der Folge in die Schweiz. Nach Errichtung des „Illyrischen Staates“ übersiedelte er nach Triest.
Nachdem bereits seine Schwester Maria von Herbert, die auch in Liebesfragen mit Immanuel Kant korrespondierte, 1803 durch Suizid aus dem Leben geschieden war, tat dies auch Herbert, indem er sich am 13. März 1811 in Triest erschoss. Erich Nußbaumer in seinem Werk „Geistiges Kärnten“: „In der Kärntner Geistesgeschichte symbolisiert sein Leben und Sterben den ersten Versuch des Ausbruches aus provinzieller Enge, das tragische Scheitern eines sehnsuchtserfüllten Fluges in die höchsten Bereiche menschlichen Denkens.“
Der Schriftsteller Karl August Varnhagen von Ense sammelte einen Teil der Korrespondenz Herberts, recherchierte auch in Kärnten und verfasste 1830 eine Biographie über Johann Benjamin Erhard, womit er auch Herbert vor dem Vergessen bewahrte. 1839 berichtete der Klagenfurter Autor Franz Ernst Pipitz über ihn in seinen „Fragmenten aus Österreich“. 1989 wurde das Werk Herberts in Klagenfurt mit der Ausstellung „Der Herbert-Kreis und das Geistesleben Kärntens im Zeitalter der Französischen Revolution“ geehrt. Danach wurden auch die aus der preußischen Staatsbibliothek im Zweiten Weltkrieg nach Schlesien ausgelagerten und heute in der Jagiellonischen Bibliothek in Krakau widerrechtlich aufbewahrten Autographen aus dem Varnhagen-Nachlass (ehemals Berlin) erschlossen.

## Familie
Herbert heiratete 1785 die Freiin Antonie von Glaunach zu Katzenstein (* 19. Mai 1762; † 14. Juli 1843), eine Tochter des Franz Anton von Glaunach zu Katzenstein. Das Paar hatte einen Sohn und eine Tochter:
- Albin (* 1. März 1787; † 31. Oktober 1834)[1] ⚭ 1814 Marie Edle von Gröller (* 8. September 1793; † 22. April 1862)[2]
- Coelestine (* 19. Mai 1791; † 5. November 1838) ⚭ 1815 Anton von Moro (* 17. Januar 1785; † 2. Mai 1870)[3]